# Domino (píseň, Kiss)
„Domino“ je píseň americké rockové skupiny Kiss vydaná na albu Revenge. Píseň je již třetím singlem z tohoto alba. Napsal ji basista Gene Simmons.

## Další výskyt
„Domino“ se objevila na následujících albech Kiss:
- Revenge - studio verze
- Alive III - koncertní verze
- Kiss Unplugged - akustická koncertní verze
- The Box Set - demo verze
- The Best of Kiss, Volume 3: The Millennium Collection - Alive III verze
- Kiss Alive! 1975-2000 - Alive III verze

## Umístění
| Rok  | Země | Hitparáda                  | Pozice |
| ---- | ---- | -------------------------- | ------ |
| 1992 | USA  | Hot Mainstream Rock Tracks | 26     |

## Sestava
- Paul Stanley – zpěv, rytmická kytara
- Gene Simmons – zpěv, basová kytara
- Bruce Kulick – sólová kytara, basová kytara
- Eric Singer – zpěv, bicí, perkuse